# Schmalfelden
Schmalfelden ist ein Stadtteil von Schrozberg im Landkreis Schwäbisch Hall im nordöstlichen Baden-Württemberg mit einem Dorf und drei Weilern.

## Geographie

### Gliederung
Der Stadtteil mit ca. 397 Einwohnern umfasst das Dorf
Schmalfelden ⊙
mit ca. 180 Einwohner und die zugehörigen Weiler
Großbärenweiler ⊙,
Speckheim ⊙ und
Lindlein ⊙.
Daneben gibt es noch die fünf Wüstungen Deutenhofen oder Deutenhof, Flinshof, Konnenweiler, Ringertsweiler und Ruthmannsrot auf der Gemarkung. Flurnamen lassen die ungefähre Lage von drei von ihnen erkennen.
Deutenhofen/Deutenhof lag demnach etwa 600 Meter südlich der Dorfmitte Schmalfeldens in einer nach Osten offenen Flurbucht des Rötelholzes ⊙,
Ringertsweiler etwa 700 Meter westlich von Speckheim an der L 1022 nach Schrozberg ⊙ und
Konnenweiler etwa 1500 Meter südsüdwestlich von Lindlein etwas neben der Straße nach Blaufelden ⊙.

### Geographische Lage
Das Dorf Schmalfelden liegt in Luftlinie etwa vier Kilometer südöstlich der Mitte der Kleinstadt Schrozberg in einem flachen, geschlungen südsüdostwärts ziehenden Trockental und an dessen Rand, aus welchem rund zehn Kilometer weiter abwärts der Wiesenbach der Brettach zufließt. Der Ort ist unmittelbar von Ackerflur umgeben, jeweils ungefähr einen Kilometer von den letzten Häusern entfernt beginnt im Nordwesten der große Nonnenwald, im Westnordwesten das Mittelholz, im Westen der Herrenschlag, während im Südwesten das Rötelholz schon nach weniger als einem Viertelkilometer einsetzt. In östlicher Richtung steht nur eine sehr kleine Waldinsel.
Um das Dorf herum liegen die drei Weiler, Lindlein etwa eindreiviertel Kilometer im Westsüdwesten, Speckheim etwa genauso weit im Norden, Großbärenweiler etwa einen Kilometer im Ostnordosten, deren Flur in die Schmalfeldens übergeht. Der nächste Orte im Süden ist der schon zur Gemeinde Blaufelden gehörende Weiler Naicha, auch er ist nur etwa einen Kilometer entfernt und ohne Waldpassage zu erreichen. Ost- und Nordgrenze der Gemarkung folgen der Trasse der Rothenburger Landhege, die noch heute weithin im Gelände als Gehölzstreifen mit abschnittsweise Grabenresten zu erkennen ist. Stets recht nahe der östlichen und nördlichen Gemeindegrenze verläuft auch die hier wenig prominente Wasserscheide zwischen den Flusssystemen der Jagst und damit auch des Neckars diesseits und der Tauber und damit des Mains jenseits.

### Naturraum und Geologie
Naturräumlich gesehen liegt die Stadtteilgemarkung im Unterraum Blaufelden-Gerabronner Ebene der Hohenloher und Haller Ebene. Im Untergrund der Hohenloher Ebene liegt der hier ausweislich etlicher Dolinen und der nur periodischen Wasserläufe stark verkarstete Obere Muschelkalk, der nördlich des Dorfs in einem Steinbruch abgebaut wurde. Über ihm liegt aber fast überall noch Lettenkeuper (Erfurt-Formation), ausgenommen das Trockental und die ihm zulaufenden flachen Rinnen, in denen schluffige holozäne Abschwemmmassen lagern. Auf dem Lettenkeuper liegt großflächig noch Hohenloher Feuersteinschotter, dessen Feuersteinfraktion aus dem schon länger abgetragenen Mittelkeuper herstammt.
Bei Schmalfelden befindet sich auch ein Eingang in die Muschelkalkkarsthöhle Fuchslabyrinth, die viertlängste Höhle Deutschlands.

## Geschichte
Schmalfelden ist die älteste Siedlung im Stadtgebiet von Schrozberg und wurde am 9. August 1033 erstmals urkundlich als Smalefelden erwähnt. Besiedelt war dieses Gebiet allerdings schon im 2. Jahrhundert vor Christus. 1285 hieß Schmalfelden Smalvelden und Smaluelt. Diese Namen lassen auf eine Siedlung aus der Rodungszeit schließen.
Von 1328 bis 1420 besaß Schmalfelden auch einen eigenen Ortsadel, der später allerdings nicht mehr erwähnt wurde.
Der Ort wurde auch zwischen verschiedenen Herrschern aufgeteilt. So hatten im Laufe der Geschichte zum Beispiel die Burggrafen von Nürnberg, die Grafen und Fürsten von Hohenlohe-Langenburg und Ingelfingen, Werdeck, die Markgrafen von  Ansbach und die Reichsstadt Rothenburg wechselnde Anteile in ihrem Besitz. Noch heute findet man an manchen Stellen zwischen Schmalfelden und Lindlein Grenzsteine der Hohenloher Gemarkung und der seit 1791 preußischen Gemarkung (Brandenburg-Ansbach).
Im Dreißigjährigen Krieg musste das Dorf durch Steuern und Abgaben sowie durch eine Pestepidemie 1634 und 1635 schwer leiden. Zu dieser Zeit sollen sich noch zwei Siedlungen um Schmalfelden befunden haben, die im Krieg zerstört wurden. Der auf Karten eingetragene Gewannname Dautenhofen oder Dautenhof an einem Waldstück südlich des Ortes erinnert noch an einen dieser Höfe.
Im Zuge der Mediatisierung kam Schmalfelden 1806 zum Königreich Württemberg und wurde dort zunächst dem Oberamt Nitzenhausen, ab 1809 dem Oberamt Ingelfingen und ab 1811 dem Oberamt Gerabronn zugeordnet. Die Verwaltungsreform während der NS-Zeit in Württemberg führte 1938 zur Zugehörigkeit zum Landkreis Crailsheim. 1945 wurde der Ort Teil der Amerikanischen Besatzungszone und gehörte somit zum neu gegründeten Land Württemberg-Baden, das 1952 im jetzigen Bundesland Baden-Württemberg aufging.
Die bis dahin eigenständige Gemeinde Schmalfelden wurde zum 1. Januar 1972 im Zuge einer Gemeindereform der Stadt Schrozberg zugeschlagen.

## Söhne und Töchter des Dorfes
- August Bomhard (1787–1869), Dekan in Augsburg, berühmter Prediger der Erlanger Theologie sowie Liederdichter
- Johann Leonhard Sachs (22. Dezember 1843 – 23. Juli 1899), war Bürgermeister und Stadtschultheiß in Crailsheim und Landtagsabgeordneter
- Ernst Sachs (28. März 1890–1977), erfand den elektrischen Lötkolben und gründete die Firma ERSA